# Санту Лусурджу
Са̀нту Лусу̀рджу (на италиански: Santu Lussurgiu; на сардински: Santu Lussurdzu, Санту Лусурдзу) е малко градче и община в Южна Италия, провинция Ористано, автономен регион и остров Сардиния. Разположено е на 503 m надморска височина. Населението на общината е 2471 души (към 2010 г.).